# 雷霆戰海
《太平洋戰爭》（英語：The Pacific）是一部主要描寫時期美國海軍陸戰隊一系列軍事行動的10集迷你影集。
《太平洋戰爭》由HBO、普雷通公司、夢工廠和七號電視網製作，並於2010年3月14日在美國首播。本片總投資為2.5億美元，打破了之前的由《諾曼第大空降》（Band of Brothers）1.2億美元的電視劇最高投資記錄，成為史上最昂貴的迷你影集。

## 剧集简介
內容是由1941年美國參戰一直到1945日本投降為止，拍攝美軍在太平洋战场上的戰事到攻入日本領土。本影集深刻地刻畫了戰爭對千千萬萬家庭及參戰將士的影響，即使在戰後，都仍有著無法抹滅的傷痛。
劇中描述美國第1海軍陸戰師數名官兵的作戰經歷，當中出現不少著名的太平洋戰場，包括瓜達爾卡納爾島戰役、格洛斯特角戰役、貝里琉島戰役、硫磺島戰役（此戰為第五海軍陸戰師）、沖繩島戰役等。

## 主要角色
| 真實人物                               | 演員                                 | 備註                                                  |
| -------------------------------------- | ------------------------------------ | ----------------------------------------------------- |
| 羅伯特·里奇（Robert Leckie）           | 詹姆斯·貝吉·戴爾（James Badge Dale） | 陸戰1師1團2營H連一等兵                                |
| 尤金·史賴吉（Eugene Bondurant Sledge） | 約瑟夫·馬傑羅（Joe Mazzello）        | 陸戰1師5團3營K連下士                                  |
| 約翰·巴西隆（John Basilone）           | 喬·塞達（Jon Seda）                  | 陸戰1師7團1營D連中士，後為陸戰5師27團1營C連槍砲士官長 |

以上三位皆為真實歷史人物。

## 其他角色

劇集中出現過的軍隊
美國海軍陸戰隊
美國第1海軍陸戰師
美國第4海軍陸戰師
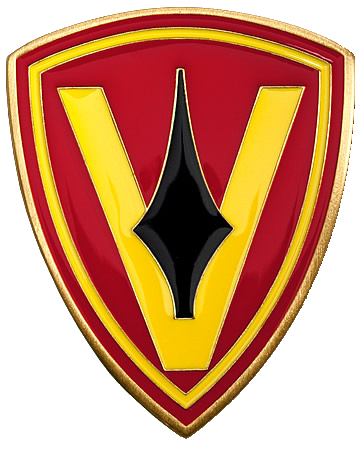
美國第5海軍陸戰師

| 角色                                                                     | 演員                              | 備註                                                    |
| ------------------------------------------------------------------------ | --------------------------------- | ------------------------------------------------------- |
| 刘易斯·伯韦尔·「挺胸王」·普勒（ Lt Col. Lewis·Burwell·"Chesty"·Puller ） | 威廉姆·赛德勒（William Sadler）   | 原為陸戰7團1營營長，後為貝里琉戰役陸戰1師1團團長        |
| 盧·查克勒·尤根斯（Lew 'Chuckler' Juergens）                              | 喬許·赫爾曼（Josh Helman）        | 陸戰1師1團2營H連下士                                    |
| 梅瑞爾·「搞砸的」·謝爾敦（Cpl. Merriell "Snafu" Shelton）                | 雷米·馬利克（Rami Malek）         | 陸戰1師5團3營K連下士                                    |
| 韋伯·「飛毛腿」·康利（ PFC Wilbur "Runner" Conley）                      | 契斯·納普斯（Keith Nobbs）        |                                                         |
| 希德·菲力浦（Cpl. Sidney Phillips）                                      | 艾什顿·霍尔姆斯（Ashton Holmes）  | 陸戰1師1團2營H連下士 尤金的同鄉好友                     |
| 比尔·莱顿（ PFC Bill Leyden）                                            | 布莱登·佛雷切（Brendan Fletcher） |                                                         |
| 罗德里格斯（Sgt. Manuel Rodriguez）                                      | 乔·博恩瑟（Jon Bernthal）         | 陸戰1師7團1營D連中士，第二集陣亡，約翰的好友。          |
| 摩根（Sgt. J.P. Morgan）                                                 | 約書亞·畢頓（Joshua Bitton）      | 陸戰1師7團1營D連中士 約翰的好友                         |
| 哈尼（Sgt. Elmo 'Gunny' Haney）                                          | 加里·斯威特（Gary Sweet）         | 陸戰1師槍砲士官長，團長最老資深海陸戰老兵，曾參與一戰。 |
| 格蘭特（Dr. Grant）                                                      | 马特·克拉文（Matt Craven）        | 軍醫                                                    |
| 荷瑟（ PFC Bill 'Hoosier' Smith）                                        | 雅各布·皮特斯（Jacob Pitts）      |                                                         |
| 伯金（ Cpl. R.V. Burgin）                                                | 马丁·麦凯恩（Martin McCann）      | 陸戰1師5團3營K連中士                                    |
| 安德魯·「防空砲」·豪登（Capt. Andrew 'Ack Ack' Haldane）                 | 斯科特·吉普森（Scott Gibson）     | 陸戰1師5團3營K連上尉連長，於第七集被日軍狙擊手狙殺陣亡  |
| 愛德華·「鄉巴佬」·瓊斯（Lt. Edward 'Hillbilly' Jones）                   | 里昂·福德（Leon Ford）            | 陸戰1師5團3營K連中尉                                    |
| 休·科瑞甘（2nd Lt. Hugh "Ivy League" Corrigan）                          | 亨利·尼克森（Henry Nixon）        | 陸戰1師1團2營H連少尉                                    |
| 喬治·巴西隆（George Basilone）                                           | 馬克·卡薩門托（Mark Casamento）   | John Basilone的弟弟                                     |

- 劇集中出現過的軍隊
- 美國海軍陸戰隊
- 美國第1海軍陸戰師
- 美國第4海軍陸戰師（英语：4th Marine Division (United States)）
- 美國第5海軍陸戰師（英语：5th Marine Division (United States)）

## 各集簡介
第一集：大戰在即（依照台灣發行DVD名稱）
瓜達爾卡納爾島：里奇
描述珍珠港被偷襲後，巴西隆中士隨即準備登艦出發作戰，因心臟問題無法入伍的史賴吉，只能向即將出發的好友菲利浦斯道別。另外此時投筆從戎的記者里奇與史賴吉好友菲利浦斯隨陸戰隊一師第一團被派往瓜達爾卡納爾島作戰，在那裡保衛極具戰略性的機場，並為不可避免的交戰做好準備。
第二集：浴血奮戰
瓜達爾卡納爾島：巴西隆
描述巴西隆和陸戰隊1師第7團在瓜達爾卡納爾島的戰鬥，在那裡爆發一場殘酷的夜間機場保衛戰，巴西隆因而成了擊退日軍夜襲的關鍵角色，之後過了四個月，包含里奇跟巴西隆在內，陸戰隊第一師終於接到從瓜達爾卡納爾島撤退的通知，並在船上得知了瓜達爾卡納爾島戰役上了新聞頭版，而這時候史賴吉終於心臟恢復而成功入伍。
第三集：休息片刻
澳洲墨爾本：里奇、巴西隆
描述陸戰隊一師在澳洲墨爾本駐紮期間，受到熱烈歡迎，里奇在那裡和一位希臘裔女子發生短暫的愛情，而巴西隆因在瓜達爾卡納爾島的英勇表現而獲得榮譽勳章，同時接獲要回國參與宣傳戰爭債券的通知。
第四集：恐怖敵人
格洛斯特角：里奇
描述陸戰1師在布干維爾島戰役的格魯徹斯特岬作戰，但在那裡所面對到的可怕敵人不再是日軍而是叢林，因而使得里奇身心受到影響，最後被派到鄰近的巴尼卡海軍醫院接受觀察。
第五集：戰爭滋味
貝里琉戰役：里奇、史賴吉
描述通過新兵訓練的史賴吉被派往布干維爾島，並與好友菲利浦斯重逢，同時也見到了剛從巴尼卡海軍醫院回來的里奇。兩人隨後與陸戰隊一師被派往貝里琉島展開搶灘登陸作戰，而這也是史賴吉首度嘗到戰爭的滋味。
第六集：勇往直前
貝里琉機場：里奇、史賴吉
描述陸戰隊一師在貝里琉島登陸成功後，隨即攻佔了一座機場，卻也因此死傷慘重，里奇因身受重傷而退出戰線；而史賴吉則親眼見到要在戰場上生存下來、繼續戰鬥所需要的驚人真相。
第七集：斬草除根
貝里琉山區：史賴吉
描述史賴吉隨陸戰1師第5團在貝里琉島山區清除頑強抵抗的殘留日軍，卻也因此付出了長官紛紛陣亡的慘痛代價，導致史賴吉失去心中崇敬的領導人而一厥不振，加上交戰雙方難以想像的殘暴行為，終使他的道德觀瀕臨瓦解邊緣。
第八集：英雄不死
硫磺島：巴西隆
描述巴西隆因受夠宣傳戰爭債券，而選擇重回部隊。因此被調到陸戰隊第五師並派往加州潘德頓營訓練新兵，同時和那裡的女陸戰隊員雷娜·瑞吉發生熱戀之後結婚。沒多久巴西隆就隨陸戰隊第五師派往硫磺島作戰，但就此一去不回。
第九集：進攻日本
沖繩島：史賴吉
描述陸戰隊一師派往沖繩島作戰數月，在戰鬥中的平民這個最根本的問題與道德難題讓史賴吉與其他陸戰隊弟兄的身心面臨巨大考驗。之後戰役結束，史賴吉與弟兄們得知了日本被投原子彈的消息。
第十集：凱旋歸國
美國：里奇、史賴吉
描述日本投降後，史賴吉跟里奇紛紛回到家鄉，里奇回到原本工作崗位，也開始了新戀情。而巴西隆的妻子雷娜拜訪了巴西隆的家人，和家人會面時難掩悲慟的情緒。史賴吉則看似毫髮無傷，但內心對為何他能生存下來的懷疑，使得他需要更多的時間才能適應新生活。

## 主题曲
2009年3月9日，由漢斯·季默、吉歐夫·詹聶爾里與布雷克·尼里作曲的主题曲《榮譽》录制完成。

## 资金预算
可能耗资1亿5千万美元制作，或者更多。《太平洋》被称为是世界上耗资最多的战争电视剧。据《太阳先驱报》报道，该剧在澳大利亚制作时，为当地带来了4千个就业机会和1亿8千萬澳元财政收入。

## 上映
本劇首演於2010年3月14日，在美國和加拿大。2010年4月3日在HBO Asia晚上9點首播太平洋。在第一週第2集播出後，香港、新加坡和印尼出現了雙語言。高清晰度的HBO Asia HD頻道在新加坡、香港、台灣、馬來西亞、菲律賓播出。
在美国首播之后的两天，英国和爱尔兰于2010年4月5日开始在Sky Movies播出《太平洋》。在2010年4月5日开始在葡萄牙的AXN和AXN HD播出。在丹麦，挪威，芬兰，法国和瑞典，这部电视剧在Canal+播出。2010年4月18日，这部电视剧在土耳其的CNBC-e播出。2010年4月7日，在荷兰的Veronica播出，2010年4月10日，在希腊的Nova Cinema播出。在新西兰，这部电视剧在2010年4月12日在TV One播出。在意大利，于2010年5月9号正式在Sky Cinema 1播出。在德国，这部剧集于2010年6月15日在Kabel eins播出。在日本，这部剧集于2010年6月18日开始在WOWOW播出。在南非，这部剧集于2010年5月5日在Mnet channel播出。这部剧集在2010年6月18日开始允许在以色列yes和yes4电影频道和yesHD2高清频道播出，在yesVOD也提供标清和高清追看服务。爱沙尼亚于2010年9月10日开始在ETV播出该剧集。在瑞典，这部剧集在2010年12月29日在SVT播出，在挪威，这部剧集于2011年1月4日在NRK1 (Norwegian Broadcasting)播出，并在NRK Nett-TV（页面存档备份，存于）提供高清追看服务。
本劇在各国家和地區播出的電視台：
- 阿根廷 – HBO
- 澳大利亞 – Showcase
- 比利時 – Vlaamse Radio- en Televisieomroeporganisatie|VRT、Canvas
- 波士尼亞赫塞哥維納 – HBO
- 巴西 – HBO
- 保加利亞 – HBO
- 加拿大 – HBO Canada
- 克羅埃西亞 – HBO
- 捷克 – HBO
- 丹麥 – Canal+
- 愛沙尼亞 – ETV
- 芬蘭 – Canal+
- 法國 – Orange Cinéma Séries
- 德國 – TNT Serie
- 希臘 – Nova Cinema
- 匈牙利 – HBO
- 印度 – HBO
- 愛爾蘭 – Sky Movies Premiere、Sky Atlantic|Sky Atlantic (重播)
- 以色列 – Yes Action
- 義大利 – Sky Cinema 1
- 日本 – WOWOW
- 馬其頓 – HBO
- 摩爾多瓦 – HBO
- 蒙特內哥羅 – HBO
- 挪威 – NRK1、Canal+
- 巴基斯坦 – HBO
- 菲律賓 – HBO
- 波蘭 – HBO、TVP1
- 葡萄牙 – AXN
- 羅馬尼亞 – HBO
- 塞爾維亞 – HBO
- 斯洛伐克 – HBO
- 斯洛維尼亞 – HBO
- 南非 – M-Net
- 瑞典 – Canal+
- 中華民國 (台灣) – HBO
- 中國 – 中央電視台
- 香港 – TVB(Pearl)/HBO
- 土耳其 – CNBC-e
- 英國 – Sky Movies Premiere、Sky Atlantic|Sky Atlantic (重播)
- 美國 – HBO

## 評價
本劇大受好評，在Metacritic的平均得分為87％。

## 相關書籍
- 羅伯·里奇：《枕戈待旦》（Helmet for My Pillow 我枕的頭盔）
- 尤金·史賴吉：《老兵長存》（With the Old Breed: At Peleliu and Okinawa 陸戰一師：貝里琉與沖繩島)及《陸戰隊在中國》(China Marine)

## 延伸閱讀
- Military History Magazine, Vol. 26, No. 4 October/November 2009
- Franklin, Nancy. . The New Yorker. March 15, 2010, 86 (4): 68–70  [January 16, 2011]. （原始内容存档于2011-09-09）.

## 外部連結
- 互联网电影数据库（IMDb）上《The Pacific》的资料（英文）
- AllMovie上《The Pacific》的资料（英文）
- The Pacific Wiki （页面存档备份，存于）